# Бёрджесс, Титусс
Ти́тусс Бёрджесс (англ. Tituss Burgess; род. 21 февраля 1979) — американский актёр и певец. Наиболее известен по работе в бродвейском музыкальном театре, а также по роли Титуса Андромедона в сериале «Несгибаемая Кимми Шмидт» (2015—2019), принёсшей ему четыре номинации на прайм-тайм премию «Эмми».

## Личная жизнь
Бёрджесс родился и вырос в Атенсе, штат Джорджия. Он учился в старшей школе «Cedar Shoals», где принимал активное участие в театре, и в 2001 году окончил Университет Джорджии со степенью бакалавра искусств в музыке. Бёрджесс — гей.

## Карьера
Бёрджесс совершил свой дебют на Бродвее с ролью Эдди в мюзикле «Хорошие вибрации» в 2005 году, следом появившись в мюзикле «Парни из Джерси» в роли Хэла Миллера. Он исполнил роль краба Себастьяна в мюзикле «Русалочка», после чего сыграл роль Найсли-Найсли Джонсон в возрождении мюзикла «Парни и куколки». За ним также числятся роли в нескольких региональных театральных постановках, включая «Виз» и «Иисус Христос — суперзвезда».
Бёрджесс появился в пятом сезоне телесериала «Студия 30», исполнив роль Д'Фвана, члена свиты жены Трейси Джордана. Он также появился в шестом сезоне шоу.
В 2015 году Бёрджесс исполнил роль Ведьмы в мюзикле «В лес», тем самым став первым актёром в истории постановки, исполнившим женскую роль.
6 марта 2015 года сервис «Netflix» выпустил первый сезон ситкома «Несгибаемая Кимми Шмидт» с Бёрджессом, исполнившим главную роль Титуса Андромедона, соседа Кимми. Роль, созданная Тиной Фей роль специально для Бёрджесса, была встречена критиками с восторгом, принеся ему четыре номинации на прайм-тайм премию «Эмми» в категории «Лучший актёр второго плана в комедийном телесериале», а также номинации на премии Гильдии киноактёров США и «Выбор телевизионных критиков».

## Фильмография

### Кино
| Год  | Русское название             | Оригинальное название    | Роль                    | Примечания |
| ---- | ---------------------------- | ------------------------ | ----------------------- | ---------- |
| 2014 | Ты, должно быть, шутишь      | Are You Joking?          | Хэнк Трентон            |            |
| 2016 | Angry Birds в кино           | The Angry Birds Movie    | Фотосвин (озвучивание)  |            |
| 2016 | Кошачья драка                | Catfight                 | Джон                    |            |
| 2017 | Смурфики: Затерянная деревня | Smurfs: The Lost Village | Красавчик (озвучивание) |            |
| 2018 | Подстава                     | Set It Up                | Тим                     |            |
| 2019 | Меня зовут Долемайт          | Dolemite Is My Name      | Теодор Тони             |            |
| 2019 | Семейка Аддамс               | The Addams Family        | Гленн (озвучивание)     |            |
| 2021 | Респект                      | Respect                  | Джеймс Кливленд         |            |
| 2026 | Кот в шляпе                  | The Cat in the Hat       | TBA                     |            |

### Телевидение
| Год       | Русское название                     | Оригинальное название        | Роль               | Примечания |
| --------- | ------------------------------------ | ---------------------------- | ------------------ | --- |
| 2009      |                                      | Schoolhouse Rock!            | нарратор           | Эпизод: «The Rainforest» |
| 2009      |                                      | The Battery’s Down           | мистер З           | 2 эпизода |
| 2011      | Одарённый человек                    | A Gifted Man                 | охранник Ларри     | Эпизод: «In Case of Discomfort» |
| 2011—2012 | Студия 30                            | 30 Rock                      | Д’Фван             | 4 эпизода |
| 2012      | Голубая кровь                        | Blue Bloods                  | священник          | Эпизод: «The Life We Chose» |
| 2013      | Дорогой доктор                       | Royal Pains                  | Кристофф           | Эпизод: «Bones to Pick» |
| 2015—2019 | Несгибаемая Кимми Шмидт              | Unbreakable Kimmy Schmidt    | Титус Андромедон   | Регулярная роль, 51 эпизод Премия Вебби лучшему актёру (2015) Премия «Gold Derby» за лучшую мужскую роль второго плана в комедийном телесериале (2015–2017) Премия Интернет-ассоциации кино и телевидения за лучшую мужскую роль второго плана в комедийном телесериале (2017) Номинация — Премия «Эмми» за лучшую мужскую роль второго плана в комедийном телесериале (2015–2018) Номинация — Премия «Выбор телевизионных критиков» за лучшую мужскую роль второго плана в комедийном сериале (2015–2016) Номинация — Премия Интернет-ассоциации кино и телевидения за лучшую мужскую роль второго плана в комедийном телесериале (2015–2016) Номинация — Премия «NAACP Image» за лучшую мужскую роль второго плана в комедийном телесериале (2017–2018) Номинация — Премия Гильдии киноактёров США за лучшую мужскую роль в комедийном сериале (2017) Номинация — Премия Ассоциации кинокритиков вещательных компаний за лучшую мужскую роль второго плана в комедийном телесериале (2018) Номинация — Премия «Gold Derby» за прорыв года (2015) |
| 2016      |                                      | Match Game                   | он сам             | Постоянный панелист |
| 2016      | Елена — принцесса Авалора            | Elena of Avalor              | Чарока (озвучка)   | Эпизод: «All Heated Up» |
| 2017      | Зелёная комната Джули                | Julie’s Greenroom            | он сам             | Эпизод: «Costumer Service» |
| 2017      | Королевские гонки РуПола: Все звёзды | RuPaul’s Drag Race All Stars | приглашённый судья | Эпизод: «Pop Art Ball» |
| 2019      | Чудотворцы                           | Miracle Workers              | брат Бога          | Эпизод: «1 Day» |

## Театр
| Дата                            | Название на русском         | Оригинальное название  | Роль                       | Место                           |
| ------------------------------- | --------------------------- | ---------------------- | -------------------------- | ------------------------------- |
| N/A                             | Виз                         | The Wiz                | N/A                        | Региональные выступления        |
| N/A                             | Иисус Христос — суперзвезда | Jesus Christ Superstar | Иуда                       | Региональные выступления        |
| 2 февраля 2005 — 24 апреля 2005 | Хорошие вибрации            | Good Vibrations        | Эдди                       | Бродвей                         |
| 6 ноября 2005 — 31 июля 2006    | Парни из Джерси             | Jersey Boys            | Барри Бельсон / Хэл Миллер | Бродвей                         |
| 3 ноября 2007 — 7 декабря 2008  | Русалочка                   | The Little Mermaid     | краб Себастьян             | Бродвей                         |
| 1 марта 2009 — 14 июня 2009     | Парни и куколки             | Guys and Dolls         | Найсли-Найсли Джонсон      | Бродвей                         |
| 2015                            | В лес                       | Into the Woods         | Ведьма                     | «Arsht Center», Майами, Флорида |